# Campionati africani di atletica leggera 2016 - Salto triplo maschile
La specialità del salto triplo maschile ai Campionati africani di atletica leggera di Durban 2016 si è svolta il 23 giugno 2016 al Kings Park Stadium.

## Podio
| Oro     | Tosin Oke Nigeria                 |
| Argento | Hugues Fabrice Zango Burkina Faso |
| Bronzo  | Godfrey Khotso Mokoena Sudafrica  |

## Programma
| Data           | Ora | Evento |
| -------------- | --- | ------ |
| 23 giugno 2016 | ?   | Finale |

## Risultati

### Finale
| Class   | Atleta                 | Nazione      | Risultato | Note |
| ------- | ---------------------- | ------------ | --------- | ---- |
| Oro     | Tosin Oke              | Nigeria      | 17.13     |      |
| Argento | Hugues Fabrice Zango   | Burkina Faso | 16.81     |      |
| Bronzo  | Godfrey Khotso Mokoena | Sudafrica    | 16.77     |      |
| 4       | Jonathan Drack         | Mauritius    | 16.61     |      |
| 5       | Olumide Olamigoke      | Nigeria      | 16.53     |      |
| 6       | Mamadou Chérif Dia     | Mali         | 16.29     |      |
| 7       | Elijah Kimitei         | Kenya        | 16.21     |      |
| 8       | Roger Haitengi         | Namibia      | 16.20     |      |
| 9       | Menzi Mthembu          | Sudafrica    | 15.95     |      |
| 10      | Mamadou Gueye          | Senegal      | 15.86     |      |
| 11      | Marouane El Aissaoui   | Marocco      | 15.83     |      |
| 12      | Goabaone Mosheleketi   | Botswana     | 15.72     |      |
| 13      | Bethwel Lagat          | Kenya        | 15.66     |      |
| 14      | Bhekisisa Tshuma       | Zimbabwe     | 15.19     |      |
| 15      | Bienvenu Sawadogo      | Burkina Faso | 14.78     |      |